# Wilhelm Claussen

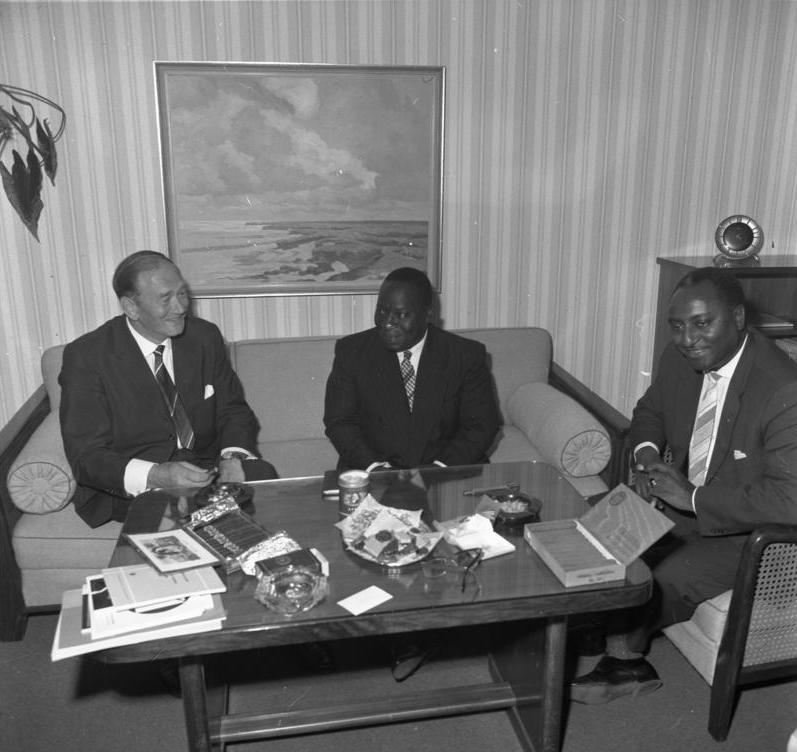
Wilhelm Claussen empfängt Minister Paul Amegee aus Togo, 1961

Wilhelm Claussen (* 5. August 1901 in Husum; † 4. April 1980 in Niederaula-Kerspenhausen) war Staatssekretär im Bundesministerium für Arbeit und Soziales.

## Leben und Wirken
Als Sohn eines Schuhmachermeisters und -händlers besuchte Claussen das Hermann-Tast-Gymnasium in Husum. Von 1913 bis 1920 war er Mitglied bei der Wandervogel-Bewegung. In dieser Zeit lernte er seinen Jugendfreund Günther Bergemann, den späteren Staatssekretär im Bundesverkehrsministerium, kennen. 1921 reiste er nach München, um dort Theologie zu studieren. Da es am Ort aber nur katholische Fakultäten gab, wählte er das Fach Philosophie. Nach einem Semester ging er nach Erlangen und setzte dort sein Studium der Philosophie fort. Er wurde 1921 Mitglied der Burschenschaft Bubenruthia.
Bei dem Dozenten Friedrich Brunstäd erlangte er 1924 die Promotion zum Dr. phil. In Berlin-Spandau lehrte er von 1924 bis 1934 als Dozent an der Evangelisch-Sozialen Schule des Johannesstifts die Fächer Volkswirtschaft, Sozialversicherung und Arbeitsrecht für Betriebsräte und Funktionäre der Gewerkschaft. Es folgte eine Tätigkeit als parlamentarischer Sekretär beim Reichstagsabgeordneten Reinhard Mumm. Von 1926 bis 1934 arbeitete er als Schriftleiter bei der Monatszeitschrift Internationale Rundschau der Arbeit. Gleichzeitig nahm er eine Stellung im Zweigamt Berlin des Internationalen Arbeitsamtes von 1933 bis 1936 an.
Seit 1934 wirkte er auch als Herausgeber des Nachrichtendienstes für ausländisches Sozial- und Wirtschaftsrecht. Im gleichen Jahr endete seine Arbeit als Dozent am Johannisstift, da die Evangelisch-Soziale Schule ihre Tätigkeit einstellte. Dann wechselte er im Jahre 1937 zur I.G. Farben, wo er Leiter der Wirtschaftspolitischen Abteilung wurde. Schon 1939 begann für ihn der Dienst in der Wehrmacht. Im Jahre 1942 wurde er in Russland als Leutnant der Infanterie schwer verwundet. Es folgte durch die Protektion seines Jugendfreundes Bergemann die Ernennung zum Militäroberverwaltungsrat für die Wirtschaft in Serbien.
Nach der Kriegsgefangenschaft kam er 1946 durch Fürsprache seines Jugendfreundes, der Leiter des Schiffahrtamtes Hamburg war, zur Stellung des Stellvertreters. Als Abteilungsleiter bei der Hauptverwaltung des Seeverkehrs der US- und britischen Besatzungszone arbeitete er von 1947 bis 1948. Als Direktor der See-Berufsgenossenschaften betätigte er sich von 1949 bis 1951.
Bergemann holte ihn 1951 ins Bundesverkehrsministerium, wo er zuerst als Ministerialdirigent, dann als Ministerialdirektor arbeitete. Dort leitete er zuletzt bis 1957 die Zentralabteilung. Zugleich hatte er zuerst bis 1953 das Amt des Leiters des Referats A1 inne, welches für Personal, Gesundheitswesen und soziale Fragen zuständig war. Von 1953 bis 1957 leitete er das Referat Z1 für die Zuständigkeit der Fragen des Vorstandes der Bundesbahn, der Personalfragen des Ministeriums u. a. Von 1957 bis 1965 wirkte er als Staatssekretär im Bundesarbeitsministerium.
In dieser Zeit trat er für eine Reform der Krankenversicherung ein. Diese Reform scheiterte weitgehend in den nächsten Legislaturperioden. Gleichzeitig wandte er sich gegen den Ausbau der sozialen Sicherung, die die Tendenz zum „Versorgungsstaat“ beinhaltete. In einer Parlamentssitzung vor Ende 1958 gab es eine Aussprache über eine seiner Äußerungen. Diese bestand darin, dass er die Meinung vertreten habe, der deutsche Arbeiter sei von Sozialromantikern und Gewerkschaftsfunktionären überhöht idealisiert worden. In Wirklichkeit sei er ein Teil der Masse von spekulativen Menschen, die jeden Vorteil ausnutzen würde. Claussen bestritt allerdings, diese Meinung geäußert zu haben. Im Jahre 1966 wurde Ludwig Kattenstroht sein Nachfolger.
Von 1965 bis 1970 nahm er die neue Position des Generalbevollmächtigten der Verbände der Versicherungswirtschaft in wirtschaftspolitischen Fragestellungen wahr. Das Große Bundesverdienstkreuz mit Stern und Schulterband wurde ihm im Jahre 1962 verliehen.

## Schriften
- mit Otto Ernst: Grossdeutschland und die Welt, Ein Wirtschafts-ABC in Zahlen. Berlin 1938
- Kein Verlaß auf Vater Staat – Soziale Sicherheit heute und morgen. Oldenburg/Hamburg 1967